# William Blakely
Pour les articles homonymes, voir Blakely.
William Faris Blakely (novembre 1875 - 1er septembre 1941) est un botaniste et collectionneur australien. De 1913 à 1940, il a travaillé à l' Herbarium de la Nouvelle-Galles du Sud (en anglais National Herbarium of New South Wales), travaillant avec Joseph Maiden sur l'eucalyptus. Maiden a nommé un gommier rouge en son honneur, Eucalyptus blakelyi,. Son travail botanique s'est concentré particulièrement sur les Acacias, les Loranthaceae et les Eucalyptus. 

## Éponymie
Voici la liste

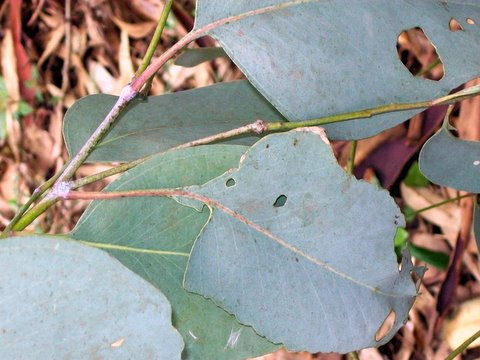
Eucalyptus blakelyi nommé en l'honneur de William Blakely

- Astrotricha crassifolia Blakely - Proc. Linn. Soc. NSW, 1925, 1. 385.
- Olearia stilwellae Blakely — Proc. Linn. Soc. NSW, 1925, 1,385.
- Hibbertia dentata var. calva Blakely — Contr. New South Wales Natl. Herb. 1(3) 1951
- Brachyloma daphnoides var. glabrum Blakely — Contr. New South Wales Natl. Herb. 1(3) 1951
- Bertya astrotricha Blakely — Contr. New South Wales Natl. Herb. 1 (3) 1951
- Bertya mollissima Blakely — Contr. New South Wales Natl. Herb. 1 (3) 1951
- Bertya oblonga Blakely — Proc. Linn. Soc. NSW liv. 682 (1929).
- Eucalyptus nicholii Maiden & Blakely

## Principales publications
- Blakely, WF 1922. The Loranthaceae of Australia. Part iii. Proceedings of the Linnean Society of New South Wales 47 (4)
- Blakely, WF 1965. A key to the eucalypts : with descriptions of 522 species and 150 varieties.